# William Chang
William Chang Suk Ping (Hong Kong britânico, 12 de novembro de 1953) é um figurinista britânico. Como reconhecimento, foi nomeado ao Oscar 2014 na categoria de Melhor Figurino por Yi dai zong shi.